# Grandview (Missouri)
Grandview – miasto w Stanach Zjednoczonych, w stanie Missouri, w hrabstwie Jackson.